# 土耳其跳棋
土耳其跳棋（Dama），是流行於土耳其地區的跳棋類遊戲，與國際跳棋與各國變體的差別在於前者行棋不限於深色格，與亞美尼亞跳棋類似，差別在於後者行棋可斜行。

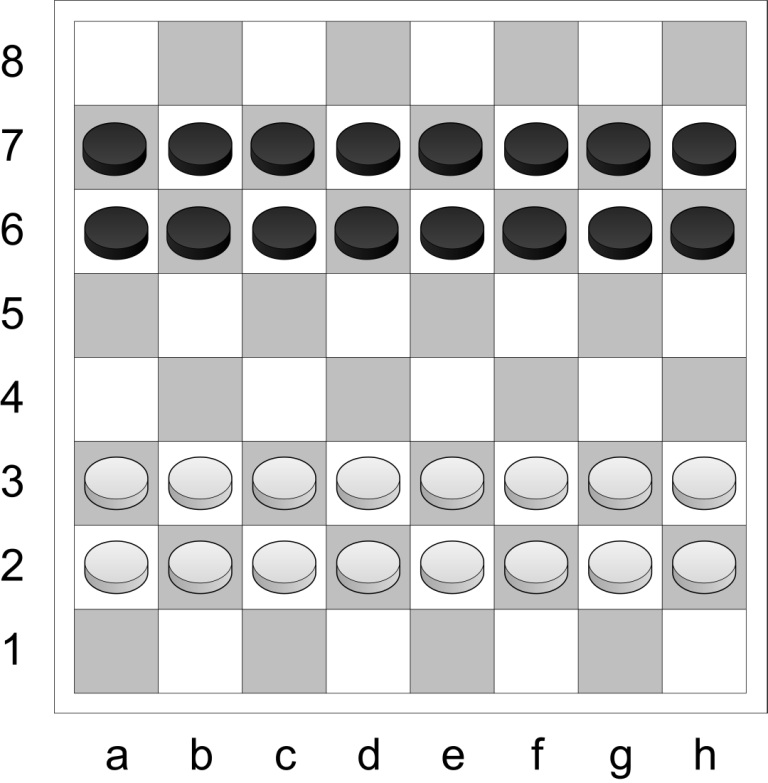
土耳其跳棋初始佈置

## 棋具
- 棋盤為8*8的西洋棋棋盤。

- 以兩色扁圓狀的棋子區分敵我，兩面標示不同，正面稱作為兵，反面稱為王，每方各十六枚。

## 棋規
- 兵皆放在離己方最近的第二、三橫行。

- 升變：當兵停在敵方底行時，將其翻面，改稱為王，其後回合的移動改用王的方式。

- 每回合玩家可能有二種行動，以跳吃為優先：
  - 跳吃：若條件符合，必須連跳吃。每跳一枚敵棋，就立即將該敵棋移出棋盤，而不是跳完才一起移除。
    - 兵跳過一枚前方、或左右鄰格的敵棋，落到後者的第一個空格。
    - 王跳過一枚在縱橫向的敵棋，落在後者的空格之一。在連跳过程中，可多次跳跃同一空格，但不可連續兩子以180度反向吃子。

  - 無法跳吃時，移動一枚己棋到空格。
    - 兵僅能朝前或左右移動一格。
    - 王能循縱橫向移動任意格数，路徑不可有其他棋子阻擋。

- 消滅所有敵棋或是讓敵棋無法移動者勝。[1]

## 外部連結
- 遊戲下載 （页面存档备份，存于）